# Saoi O'Connor
Pour les articles homonymes, voir O'Connor.
Saoi O'Connor (né en 2003) est un militant climatique irlandais, qui a commencé la grève des Fridays for Future à Cork, en Irlande, en janvier 2019.

## Activisme climatique

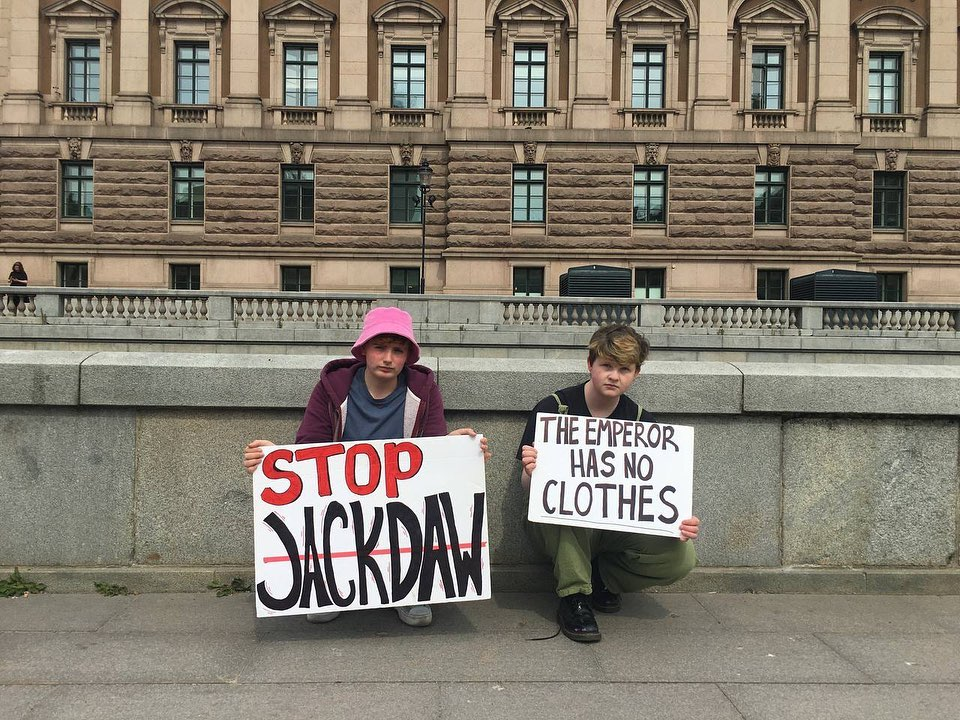
Dylan Hamilton et Saoi O'Connor en 2022 à Stockholm.

Saoi O'Connor a commencé la grève des Fridays for Future dans la ville de Cork le 11 janvier 2019 à l'extérieur de la mairie de Cork, tenant une affiche qui dit «L'empereur n'a pas de vêtements». O'Connor a fait sa première apparition dans les médias à l'âge de 3 ans dans le cadre d'une campagne de commerce équitable à l'occasion de la Saint-Patrick. O'Connor a quitté l'enseignement ordinaire à l'école communautaire de Skibbereen pour reprendre l'enseignement à domicile afin de faire campagne à plein temps. En février 2019, O'Connor se rend au Parlement européen à Strasbourg pour rejoindre ses collègues militants pour les débats sur le climat.
O'Connor était l'un des 157 délégués à l'Assemblée des jeunes RTÉ  et a assisté à la Conférence des Nations Unies sur le changement climatique à Madrid la même année. En décembre 2019, O'Connor a reçu le prix de la personne exceptionnelle lors de la cérémonie de remise des prix du Cork Environmental Forum. Au cours de la cérémonie, il a remarqué à quel point la politique en matière de changement climatique avait peu changé depuis le début de leur grève pour le climat. Le groupe Fridays for Future Cork, dont O'Connor est membre, a également reçu une mention élogieuse du Forum.
En raison de la pandémie de COVID-19, les grèves scolaires en personne ont été suspendues début 2020, mais O'Connor les a recommencées en juillet 2020. En décembre 2020, O'Connor faisait partie d'un groupe mondial de 9 femmes et activistes non binaires qui ont publié une lettre aux dirigeants mondiaux sur Thomson Reuters Foundation News, intitulée « Alors que l'Accord de Paris sur le changement climatique a cinq ans, une action urgente sur le climat des menaces sont nécessaires maintenant ». Le groupe international comprenait Mitzi Jonelle Tan, Belyndar Rikimani, Leonie Bremer, Laura Muñoz, Fatou Jeng, Disha Ravi, Hilda Flavia Nakabuye et Sofia Hernandez Salazar.
O'Connor a écrit un article pour The Irish Times en janvier 2021 sur les difficultés de préparation aux examens du Leaving Certificate (en) pendant la pandémie. O'Connor a été l'un des contributeurs à une anthologie, Empty House, co-édité par Alice Kinsella et Nessa O'Mahony et a inclus des contributions de Rick O'Shea (en) et Paula Meehan (en). Pour le Jour de la Terre 2021, O'Connor était l'un des organisateurs de l'événement virtuel Fridays for Future Ireland, qui a appelé le ministre de l'Action climatique Eamon Ryan à prendre des mesures supplémentaires et immédiates contre le changement climatique.